# شویندراتسهایم
شویندراتسهایم (به فرانسوی: Schwindratzheim) یک کمون در فرانسه با جمعیت ۱٬۶۳۸ نفر است که در Canton of Hochfelden واقع شده‌است.